# Río Buey (vattendrag i Colombia, Antioquia)
Río Buey är ett vattendrag i Colombia.   Det ligger i departementet Antioquía, i den centrala delen av landet, 210 km nordväst om huvudstaden Bogotá.